# Google Hangouts
Google Hangouts byl software pro instant messaging a videokonference vyvinutý společností Google a vydaný 15. května 2013 během vývojářské konference Google I/O. Nahradil hned tři systémy pro okamžitých zpráv: „Google Talk“, ‚Google+ Chats‘ a službu videochatu ‚Google+ Video Meetings‘, stejně jako online vysílání přes YouTube.

## Historie
Před uvedením Hangouts sloužilo společnosti Google několik podobných, ale technologicky odlišných systémů pro zasílání zpráv. Jednalo se o Google Talk (založený na protokolu XMPP), Google+ Messenger a součást služby Google+ s názvem Hangouts, která umožňovala skupinové videokonference až pro 10 osob. V roce 2013 společnost Google sloučila své tři služby do jedné.
Služba, která se před vydáním objevila ve zprávách jako „Babel“, byla oficiálně představena jako Hangouts během vývojářské konference Google I/O 15. května 2013.
V srpnu 2015 se messenger Google Hangouts dočkal webové verze.
V červnu 2022 společnost Google oznámila uživatelům plány na ukončení projektu Hangouts v listopadu 2022 a zavedla automatickou migraci chatů uživatelů do služby Google Chat. Dne 1. listopadu 2022 byla služba Google Hangouts oficiálně zastavena.

## Funkce
Hangouts umožňoval komunikaci dvou nebo více účastníků (až 100). Služba byla dostupná z webového prohlížeče Google Chrome (a dalších prohlížečů založených na Chromium) a existovala i mobilní aplikace pro Android a iOS a také aplikace pro ChromeOS. V případě prohlížeče Firefox se rozhraní také načetlo, ale pak bylo překryto rozmazáním polem s krátkou reklamou bez jakéhokoli vysvětlení. Rozhraní chatu bylo funkční.
Protože se místo protokolu XMPP používal proprietární protokol, aplikace třetích stran neměly k Hangouts přístup.[zdroj?]
Historie chatu byla uložena na serverech společnosti Google, což umožňovalo její synchronizaci mezi zařízeními. Na rozdíl od konkurenčních služeb bylo možné ve skupinových chatech vidět, kde který uživatel četl korespondenci.
Fotografie sdílené účastníky během konference se automaticky nahrávaly do soukromých alb Google+.
Služba umožňovala účastníkům přenášet svou polohu.[zdroj?] K dispozici byly také krátké textové zprávy.[zdroj?] Pouze na Hangouts pak byla k dispozici také služba Google Voice.

## Kritika
Nadace Electronic Frontier Foundation kritizovala službu Google Hangouts za odklon od otevřených standardů, uzavřený protokol a zhoršení ochrany osobních údajů uživatelů.
Dne 26. září 2013 obsahovala aktualizace Google Hangouts verze 1.2 pro iOS chybu, která mohla způsobit, že zprávy byly odeslány třetí straně. Tento problém byl společností Google opraven v následné aktualizaci.
Neexistovala žádná možnost, jak uživatele z chatu přímo odstranit. Chtěl-li to uživatel provést, musel odstranit celý chat a vytvořit nový bez nežádoucího člena.
V poslední aktualizaci Hangouts na verzi 11.0 společnost Google nečekaně odstranila možnost sloučit chaty Hangouts a konverzace SMS, což vedlo ke značnému zmatku v kontaktech běžných uživatelů Hangouts a vlně kritiky aplikace na Google Play.